# ZINCデータベース
ZINCデータベース（再帰的頭字語：ZINC is not commercial）は、バーチャルスクリーニングのために特別に準備された、市販の化学物質に関する精選されたコレクションである。ZINCは、製薬会社やバイオテクノロジー企業、研究大学の研究者（一般的に生物学者や化学者としての訓練を受けた人々）が使用する。

## 範囲とアクセス
ZINCは他の化学データベースと異なり、分子の生物学的に関連性のある3次元的な形態を表すことを目的としている。

## キュレーションと更新
ZINCは定期的に更新され、無料でダウンロードして使用することができる。ZINCは、カリフォルニア大学サンフランシスコ校医薬化学科のShoichet研究室のJohn Irwinによって開発された。

## バージョン
ウェブサイトインターフェースの最新リリースは「ZINC15」（2015年）である。以前のウェブサイトはZINCであったが、メインテナーは検索機能が充実しているのでZINC15への移行を推奨している。データベースの内容は継続的に更新されている。

## 参照項目
- PubChem - NCBIの提供による、化学・生物学文献から小分子を抽出したデータベース
- ChEMBL - 小分子の医薬品化学や生物学的活性に関する情報のデータベース